# Discografia de Pop Smoke
A discografia de Pop Smoke, um rapper estadunidense, consiste em 2 álbuns de estúdio, 2 mixtapes, 3 extended plays (EPs), 25 singles e 23 videoclipes.

## Álbuns

### Álbuns de estúdio
| Título                                | Detalhes | Posição mais alta nas paradas | Posição mais alta nas paradas | Posição mais alta nas paradas | Posição mais alta nas paradas | Posição mais alta nas paradas | Posição mais alta nas paradas | Posição mais alta nas paradas | Posição mais alta nas paradas | Posição mais alta nas paradas | Posição mais alta nas paradas | Certificações                                                                             |
| Título                                | Detalhes | EUA                           | AUS                           | CAN                           | DIN                           | FRA                           | IRL                           | HOL                           | NZL                           | SUE                           | Reino Unido                   | Certificações                                                                             |
| ------------------------------------- | --- | ----------------------------- | ----------------------------- | ----------------------------- | ----------------------------- | ----------------------------- | ----------------------------- | ----------------------------- | ----------------------------- | ----------------------------- | ----------------------------- | ----------------------------------------------------------------------------------------- |
| Shoot for the Stars, Aim for the Moon | - Lançamento: 3 de julho de 2020 - Gravadora: Victor Victor, Republic - Formatos: CD, LP, fita cassete, download digital, streaming | 1                             | 1                             | 1                             | 1                             | 3                             | 1                             | 1                             | 1                             | 3                             | 1                             | - : 2× Platina - : Ouro - : Ouro - : 3× Platina - : Ouro - : Platina - : Platina - : Ouro |
| Faith                                 | - Lançamento: 16 de julho de 2021 - Gravadora: Victor Victor, Republic - Formatos: download digital, streaming                      | 1                             | 4                             | 1                             | 2                             | 4                             | 6                             | 2                             | 3                             | 3                             | 3                             |                                                                                           |

## Mixtapes
| Título                                                                              | Detalhes | Posição mais alta nas paradas | Posição mais alta nas paradas | Posição mais alta nas paradas | Posição mais alta nas paradas | Posição mais alta nas paradas | Posição mais alta nas paradas | Posição mais alta nas paradas | Posição mais alta nas paradas | Posição mais alta nas paradas | Posição mais alta nas paradas | Certificações              |
| Título                                                                              | Detalhes | EUA                           | AUS                           | DIN                           | FRA                           | IRL                           | HOL                           | NZL                           | SUE                           | Reino Unido                   |                               | Certificações              |
| ----------------------------------------------------------------------------------- | --- | ----------------------------- | ----------------------------- | ----------------------------- | ----------------------------- | ----------------------------- | ----------------------------- | ----------------------------- | ----------------------------- | ----------------------------- | ----------------------------- | -------------------------- |
| Meet The Woo                                                                        | - Lançamento: 26 de julho de 2019 - Gravadora: Victor Victor, Republic - Formatos: CD, download digital, streaming        | 105                           | —                             | 98                            | 31                            | 123                           | —                             | 49                            | —                             | 27                            | —                             |                            |
| Meet The Woo 2                                                                      | - Lançamento: 7 de fevereiro de 2020 - Gravadora: Victor Victor, Republic - Formatos: CD, LP, download digital, streaming | 7                             | 24                            | 8                             | 18                            | 51                            | 29                            | 14                            | 27                            | 19                            | 16                            | - : Ouro - : Ouro - : Ouro |
| "—" denota mixtapes que não apareceram nas paradas ou não foram lançados na região. | |                               |                               |                               |                               |                               |                               |                               |                               |                               |                               |                            |

## Extended plays (EPs)
| Título         | Detalhes                                                                                        |
| -------------- | ----------------------------------------------------------------------------------------------- |
| Mood Swings    | - Lançamento: 23 de setembro de 2020 - Gravadora: Victor Victor, Republic - Formatos: Streaming |
| Enjoy Yourself | - Lançamento: 30 de setembro de 2020 - Gravadora: Victor Victor, Republic - Formatos: Streaming |
| For the Night  | - Lançamento: 7 de outubro de 2020 - Gravadora: Victor Victor, Republic - Formatos: Streaming   |

## Singles

### Como artista principal
| Título                                                                       | Ano  | Posição mais alta nas paradas | Posição mais alta nas paradas | Posição mais alta nas paradas | Posição mais alta nas paradas | Posição mais alta nas paradas | Posição mais alta nas paradas | Posição mais alta nas paradas | Posição mais alta nas paradas | Posição mais alta nas paradas | Posição mais alta nas paradas | Certificações                                                              | Álbum                                                                 |
| Título                                                                       | Ano  | EUA                           | EUA R&B /HH                   | AUS                           | CAN                           | FRA                           | IRL                           | NZL                           | SUE                           | SUI                           | Reino Unido                   | Certificações                                                              | Álbum                                                                 |
| ---------------------------------------------------------------------------- | ---- | ----------------------------- | ----------------------------- | ----------------------------- | ----------------------------- | ----------------------------- | ----------------------------- | ----------------------------- | ----------------------------- | ----------------------------- | ----------------------------- | -------------------------------------------------------------------------- | --------------------------------------------------------------------- |
| "Welcome to the Party" (solo ou com Nicki Minaj ou Skepta)                   | 2019 | —                             | 48                            | —                             | —                             | —                             | —                             | —                             | —                             | —                             | —                             | - : Platina - : Prata                                                      | Meet the Woo                                                          |
| "MPR"                                                                        | 2019 | —                             | —                             | —                             | —                             | —                             | —                             | —                             | —                             | —                             | —                             |                                                                            | Singles sem álbum                                                     |
| "Flexin"                                                                     | 2019 | —                             | —                             | —                             | —                             | —                             | —                             | —                             | —                             | —                             | —                             |                                                                            | Singles sem álbum                                                     |
| "War" (com Lil Tjay                                                          | 2019 | —                             | —                             | —                             | 100                           | —                             | —                             | —                             | —                             | —                             | —                             |                                                                            | Meet the Woo 2                                                        |
| "Fire in the Booth, Pt. 1" (com Charlie Sloth)                               | 2019 | —                             | —                             | —                             | —                             | —                             | —                             | —                             | —                             | —                             | —                             |                                                                            | Meet the Woo 2                                                        |
| "Drive the Boat"                                                             | 2019 | —                             | —                             | —                             | —                             | —                             | —                             | —                             | —                             | —                             | —                             |                                                                            | Singles sem álbum                                                     |
| "100k on a Coupe" (com Calboy)                                               | 2019 | —                             | —                             | —                             | —                             | —                             | —                             | —                             | —                             | —                             | —                             |                                                                            | Singles sem álbum                                                     |
| "Christopher Walking"                                                        | 2020 | —                             | —                             | —                             | —                             | —                             | —                             | —                             | —                             | —                             | —                             |                                                                            | Meet the Woo 2                                                        |
| "Dior"                                                                       | 2020 | 22                            | 12                            | 48                            | 28                            | 48                            | 26                            | 38                            | 53                            | 42                            | 33                            | - : 3× Platina - : Ouro - : Ouro - : Ouro - : Ouro                         | Meet the Woo, Meet the Woo 2, e Shoot for the Stars, Aim for the Moon |
| "Make It Rain" (com Rowdy Rebel)                                             | 2020 | 49                            | 21                            | 73                            | 35                            | 99                            | 86                            | —                             | —                             | 84                            | 73                            |                                                                            | Shoot for the Stars, Aim for the Moon                                 |
| "The Woo" (com 50 Cent e Roddy Ricch)                                        | 2020 | 11                            | 9                             | 18                            | 6                             | 39                            | 13                            | 10                            | 23                            | 14                            | 9                             | - : 2× Platina - : Ouro - : Platina                                        | Shoot for the Stars, Aim for the Moon                                 |
| "Mood Swings" (com Lil Tjay)                                                 | 2020 | 17                            | 8                             | 5                             | 14                            | 105                           | 12                            | 4                             | 11                            | 11                            | 5                             | - : 3× Platina - : 2× Platina - : Ouro - : Ouro - : Ouro                   | Shoot for the Stars, Aim for the Moon                                 |
| "For the Night" (com Lil Baby e DaBaby)                                      | 2020 | 6                             | 4                             | 13                            | 7                             | 38                            | 14                            | 9                             | 17                            | 7                             | 14                            | - : 4× Platina - : 2× Platina - : Ouro - : Platina - : Ouro                | Shoot for the Stars, Aim for the Moon                                 |
| "What You Know Bout Love"                                                    | 2020 | 9                             | 4                             | 5                             | 16                            | 28                            | 5                             | 6                             | 6                             | 8                             | 4                             | - : 2× Platina - : 2× Platina - : Platina - : 3× Platina - : Ouro - : Ouro | Shoot for the Stars, Aim for the Moon                                 |
| "Hello" (com A Boogie wit da Hoodie)                                         | 2021 | 83                            | 32                            | —                             | 31                            | —                             | —                             | —                             | —                             | 53                            | —                             | - : Platina - : Ouro                                                       | Shoot for the Stars, Aim for the Moon                                 |
| "AP"                                                                         | 2021 | 64                            | 24                            | 82                            | 30                            | —                             | 61                            | —                             | —                             | 41                            | 56                            |                                                                            | Boogie                                                                |
| "Demeanor" (com Dua Lipa)                                                    | 2021 | 86                            | 35                            | 43                            | 26                            | 131                           | 20                            | —                             | 41                            | 63                            | 14                            |                                                                            | Faith                                                                 |
| "—" denota o single que não entrou nas paradas ou não foi lançado na região. |      |                               |                               |                               |                               |                               |                               |                               |                               |                               |                               |                                                                            |                                                                       |

### Como participação especial
| Título                                                                        | Ano  | Posição mais alta nas paradas | Posição mais alta nas paradas | Álbum             |
| Título                                                                        | Ano  | EUA Bub.                      | NZL Hot                       | Álbum             |
| ----------------------------------------------------------------------------- | ---- | ----------------------------- | ----------------------------- | ----------------- |
| "50k" (Trap Manny com Pop Smoke)                                              | 2019 | —                             | —                             | In Trap We Trust  |
| "Mary Jane" (Guido Dos Santos com Pop Smoke e Lil Tjay)                       | 2019 | —                             | —                             | Singles sem álbum |
| "Slide (Remix)" (H.E.R. com Pop Smoke, A Boogie wit da Hoodie, e Chris Brown) | 2020 | —                             | 32                            | Singles sem álbum |
| "Ordinary" (PnB Rock com Pop Smoke)                                           | 2020 | —                             | —                             | Singles sem álbum |
| "Double G" (French Montana com Pop Smoke)                                     | 2020 | 13                            | —                             | CB5               |
| "Black Mask" (Jay Gwuapo com Pop Smoke)                                       | 2020 | —                             | —                             | Single sem álbum  |
| "—" denota o single que não entrou nas paradas ou não foi lançado na região.  |      |                               |                               |                   |

### Singlespromocionais
| Título                                                                           | Ano  | Posição mais alta nas paradas | Posição mais alta nas paradas | Posição mais alta nas paradas | Posição mais alta nas paradas | Posição mais alta nas paradas | Certificações | Álbum                                 |
| Título                                                                           | Ano  | EUA                           | EUA R&B /HH                   | CAN                           | FRA                           | SUE                           | Certificações | Álbum                                 |
| -------------------------------------------------------------------------------- | ---- | ----------------------------- | ----------------------------- | ----------------------------- | ----------------------------- | ----------------------------- | ------------- | ------------------------------------- |
| "Enjoy Yourself" (com Karol G ou Burna Boy)                                      | 2020 | 56                            | 32                            | 40                            | 95                            | —                             | - : Ouro      | Shoot for the Stars, Aim for the Moon |
| "Iced Out Audemars (Remix)" (com Lil Wayne)                                      | 2020 | —                             | —                             | —                             | —                             | —                             |               | Single sem álbum                      |
| "—" denota o single que não entrou nas paradas ou não foi lançado no território. |      |                               |                               |                               |                               |                               |               |                                       |

## Outras canções que entraram nas paradas
| Título                                                                              | Ano  | Posição mais alta nas paradas | Posição mais alta nas paradas | Posição mais alta nas paradas | Posição mais alta nas paradas | Posição mais alta nas paradas | Posição mais alta nas paradas | Posição mais alta nas paradas | Posição mais alta nas paradas | Posição mais alta nas paradas | Posição mais alta nas paradas | Certificações        | Álbum                                 |
| Título                                                                              | Ano  | EUA                           | EUA R&B /HH                   | AUS                           | CAN                           | FRA                           | IRL                           | NZL                           | SUE                           | SUI                           | Reino Unido                   | Certificações        | Álbum                                 |
| ----------------------------------------------------------------------------------- | ---- | ----------------------------- | ----------------------------- | ----------------------------- | ----------------------------- | ----------------------------- | ----------------------------- | ----------------------------- | ----------------------------- | ----------------------------- | ----------------------------- | -------------------- | ------------------------------------- |
| "Gatti" (com JackBoys e Travis Scott)                                               | 2019 | 69                            | 33                            | —                             | 61                            | 175                           | —                             | —                             | —                             | —                             | 59                            |                      | JackBoys                              |
| "Shake the Room" (com Quavo)                                                        | 2020 | 93                            | 43                            | —                             | 98                            | —                             | —                             | —                             | —                             | —                             | 76                            | - : Ouro             | Meet the Woo 2                        |
| "Element"                                                                           | 2020 | —                             | —                             | —                             | 90                            | —                             | —                             | —                             | —                             | —                             | —                             |                      | Meet the Woo 2                        |
| "Run It Up" (Nav e Pop Smoke)                                                       | 2020 | —                             | —                             | —                             | 64                            | —                             | —                             | —                             | —                             | —                             | —                             |                      | Good Intentions                       |
| "Zoo York" Lil Tjay com Fivio Foreign e Pop Smoke)                                  | 2020 | 65                            | 28                            | —                             | 38                            | —                             | 91                            | —                             | —                             | —                             | 65                            | - : Ouro             | State of Emergency                    |
| "Bad Bitch from Tokyo" (Intro)                                                      | 2020 | 55                            | 31                            | —                             | 49                            | 97                            | —                             | —                             | —                             | —                             | —                             |                      | Shoot for the Stars, Aim for the Moon |
| "Aim for the Moon" (com Quavo)                                                      | 2020 | 34                            | 16                            | 65                            | 27                            | 58                            | —                             | —                             | —                             | —                             | —                             |                      | Shoot for the Stars, Aim for the Moon |
| "44 Bulldog"                                                                        | 2020 | 39                            | 20                            | 72                            | 26                            | 65                            | —                             | —                             | —                             | —                             | —                             |                      | Shoot for the Stars, Aim for the Moon |
| "Gangstas"                                                                          | 2020 | 37                            | 18                            | 66                            | 16                            | 54                            | —                             | —                             | 79                            | 28                            | —                             |                      | Shoot for the Stars, Aim for the Moon |
| "Yea Yea"                                                                           | 2020 | 43                            | 22                            | —                             | 36                            | 77                            | —                             | —                             | —                             | —                             | —                             |                      | Shoot for the Stars, Aim for the Moon |
| "Creature" (com Swae Lee)                                                           | 2020 | 57                            | 33                            | —                             | 44                            | 100                           | —                             | —                             | —                             | —                             | —                             |                      | Shoot for the Stars, Aim for the Moon |
| "Snitching" (com Quavo e Future)                                                    | 2020 | 54                            | 30                            | —                             | 51                            | 122                           | —                             | —                             | —                             | —                             | —                             |                      | Shoot for the Stars, Aim for the Moon |
| "West Coast Shit" (com Tyga e Quavo)                                                | 2020 | 65                            | 37                            | —                             | 48                            | 153                           | —                             | —                             | —                             | —                             | —                             |                      | Shoot for the Stars, Aim for the Moon |
| "Something Special"                                                                 | 2020 | 41                            | 21                            | 60                            | 33                            | 103                           | —                             | 40                            | —                             | —                             | —                             | - : Platina - : Ouro | Shoot for the Stars, Aim for the Moon |
| "Diana" (com King Combs)                                                            | 2020 | 76                            | 42                            | —                             | 71                            | —                             | —                             | —                             | —                             | —                             | —                             |                      | Shoot for the Stars, Aim for the Moon |
| "Got It on Me"                                                                      | 2020 | 31                            | 15                            | 59                            | 14                            | 82                            | —                             | —                             | 40                            | 52                            | —                             | - : Platina - : Ouro | Shoot for the Stars, Aim for the Moon |
| "Tunnel Vision" (Outro)                                                             | 2020 | 79                            | 43                            | —                             | 57                            | 185                           | —                             | —                             | —                             | —                             | —                             |                      | Shoot for the Stars, Aim for the Moon |
| "Show Out" (com Kid Cudi e Skepta)                                                  | 2020 | 54                            | 12                            | —                             | 42                            | 78                            | 29                            | —                             | —                             | 43                            | 37                            |                      | Man on the Moon III: The Chosen       |
| "Burner on Deck" (Fredo com Pop Smoke e Young Adz)                                  | 2021 | —                             | —                             | —                             | —                             | —                             | 33                            | —                             | —                             | —                             | 18                            |                      | Money Can't Buy Happiness             |
| "Clueless" Polo G com Pop Smoke e Fivio Foreign)                                    | 2021 | 79                            | 32                            | —                             | —                             | —                             | —                             | —                             | —                             | —                             | —                             |                      | Hall of Fame                          |
| "Light It Up" (com Migos)                                                           | 2021 | —                             | —                             | —                             | 79                            | —                             | —                             | —                             | —                             | —                             | —                             |                      | Culture III                           |
| "Lane Switcha" (com Skepta, ASAP Rocky, Juicy J e Project Pat)                      | 2021 | —                             | —                             | —                             | —                             | —                             | —                             | —                             | —                             | —                             | —                             |                      | Trilha-sonora de "F9"                 |
| "More Time"                                                                         | 2021 | 80                            | 31                            | —                             | 37                            | 119                           | —                             | —                             | —                             | —                             | —                             |                      | Faith                                 |
| "Tell the Vision" (com Kanye West e Pusha T)                                        | 2021 | 49                            | 16                            | 47                            | 19                            | 96                            | 62                            | —                             | 65                            | 50                            | 55                            |                      | Faith                                 |
| "Manslaughter" (com Rick Ross e The-Dream)                                          | 2021 | 82                            | 33                            | 87                            | 41                            | —                             | —                             | —                             | —                             | —                             | —                             |                      | Faith                                 |
| "Bout a Million" (com 21 Savage e 42 Dugg)                                          | 2021 | 54                            | 19                            | 61                            | 23                            | 128                           | 76                            | —                             | —                             | —                             | 64                            |                      | Faith                                 |
| "Brush Em" (com Rah Swish)                                                          | 2021 | —                             | 40                            | —                             | 53                            | —                             | —                             | —                             | —                             | —                             | —                             |                      | Faith                                 |
| "Top Shotta" (com The Neptunes, Pusha-T, Travi e Beam)                              | 2021 | —                             | —                             | —                             | 67                            | —                             | —                             | —                             | —                             | —                             | —                             |                      | Faith                                 |
| "30" (com Bizzy Banks)                                                              | 2021 | 97                            | 39                            | —                             | 48                            | —                             | —                             | —                             | —                             | —                             | —                             |                      | Faith                                 |
| "Beat the Speaker"                                                                  | 2021 | —                             | —                             | —                             | 75                            | —                             | —                             | —                             | —                             | —                             | —                             |                      | Faith                                 |
| "Coupe"                                                                             | 2021 | —                             | 44                            | —                             | 47                            | —                             | —                             | —                             | —                             | —                             | —                             |                      | Faith                                 |
| "What's Crackin" (com Takeoff)                                                      | 2021 | —                             | —                             | —                             | 63                            | —                             | —                             | —                             | —                             | —                             | —                             |                      | Faith                                 |
| "Genius" (com Lil Tjay e Swae Lee                                                   | 2021 | —                             | 46                            | 72                            | 54                            | —                             | —                             | —                             | —                             | —                             | —                             |                      | Faith                                 |
| "Mr. Jones" (com Future)                                                            | 2021 | 71                            | 26                            | —                             | 49                            | —                             | —                             | —                             | —                             | —                             | —                             |                      | Faith                                 |
| "Woo Baby"(com Chris Brown)                                                         | 2021 | 64                            | 22                            | 24                            | 31                            | 95                            | —                             | 22                            | —                             | 41                            | 54                            |                      | Faith                                 |
| "Spoiled" (com Pharrell)                                                            | 2021 | —                             | —                             | —                             | 99                            | —                             | —                             | —                             | —                             | —                             | —                             |                      | Faith                                 |
| "Back Door"(com Quavo e Kodak Black)                                                | 2021 | —                             | —                             | —                             | 86                            | —                             | —                             | —                             | —                             | —                             | —                             |                      | Faith                                 |
| "Merci Beaucoup"                                                                    | 2021 | —                             | —                             | —                             | 76                            | 109                           | —                             | —                             | —                             | —                             | —                             |                      | Faith                                 |
| "—" denota as canções que não entraram nas paradas ou não foram lançadas na região. |      |                               |                               |                               |                               |                               |                               |                               |                               |                               |                               |                      |                                       |

## Participações especiais
| Título           | Ano  | Outros artistas                          | Álbum                           |
| ---------------- | ---- | ---------------------------------------- | ------------------------------- |
| "Gatti"          | 2019 | JackBoys, Travis Scott                   | JackBoys                        |
| "Run It Up"      | 2020 | Nav                                      | Good Intentions                 |
| "Zoo York"       | 2020 | Lil Tjay, Fivio Foreign                  | State of Emergency              |
| "Show Out"       | 2020 | Kid Cudi, Skepta                         | Man on the Moon III: The Chosen |
| "Burner on Deck" | 2021 | Fredo, Young Adz                         | Money Can't Buy Happiness       |
| "Fashion"        | 2021 | Polo G                                   | Boogie                          |
| "No Cap" (Remix) | 2021 | M24                                      | Boogie                          |
| "Light It Up"    | 2021 | Migos                                    | Culture III                     |
| "Clueless"       | 2021 | Polo G, Fivio Foreign                    | Hall of Fame                    |
| "Lane Switcha"   | 2021 | Skepta, ASAP Rocky, Juicy J, Project Pat | F9                              |

## Videoclipes
| Título                                              | Ano                    | Diretor(es)                                 | Ref.                   |
| Como artista principal                              | Como artista principal | Como artista principal                      | Como artista principal |
| --------------------------------------------------- | ---------------------- | ------------------------------------------- | ---------------------- |
| "MPR (Panic Part 3 Remix)"                          | 2019                   | V.LENS                                      | [ 82 ]                 |
| "Flexing"                                           | 2019                   | GoodyGoody                                  | [ 83 ]                 |
| "Meet the Woo"                                      | 2019                   | GoodyGoody                                  | [ 84 ]                 |
| "Welcome To The Party"                              | 2019                   | GoodyGoody                                  | [ 85 ]                 |
| "Dior"                                              | 2019                   | JLShotThat                                  | [ 86 ]                 |
| "War" (com Lil Tjay)                                | 2019                   | JLShotThat                                  | [ 87 ]                 |
| "Christopher Walking"                               | 2020                   | Brennan Rowe                                | [ 88 ]                 |
| "Shake The Room" (com Quavo)                        | 2020                   | Virgil Abloh                                | [ 89 ]                 |
| "Got It On Me"                                      | 2020                   | Oliver Cannon, JLShotThat, Onetake, e Badmo | [ 90 ]                 |
| "The Woo" (com 50 Cent e Roddy Ricch)               | 2020                   | Eif Rivera                                  | [ 91 ]                 |
| "Mood Swings" (com Lil Tjay)                        | 2020                   | David Wept                                  | [ 92 ]                 |
| "Diana (Remix)" (com King Combs e Calboy)           | 2020                   | Brilliant Garcia                            | [ 93 ]                 |
| "Aim For The Moon" (com Quavo)                      | 2020                   | Oliver Cannon                               | [ 94 ]                 |
| "What You Know Bout Love"                           | 2020                   | Oliver Cannon                               | [ 95 ]                 |
| "AP"                                                | 2021                   | Transition Ninja e Steady Prime             | [ 96 ]                 |
| "Mr. Jones" (com Future)                            | 2021                   | HidJi                                       | [ 97 ]                 |
| "Coupe"                                             | 2021                   | JLShotThat                                  | [ 98 ]                 |
| "Demeanor" (com Dua Lipa)                           | 2021                   | Nabil Elderkin                              | [ 99 ]                 |
| Como participação especial                          |                        |                                             |                        |
| "Gatti" (JACKBOYS e Travis Scott com Pop Smoke)     | 2019                   | Cactus Jack e White Trash Tyler             | [ 100 ]                |
| "Zoo York" (Lil Tjay com Fivio Foreign e Pop Smoke) | 2020                   | Bordeaux & Non Native                       | [ 101 ]                |
| "Blask Mask" (Jay Gwuapo com Pop Smoke)             | 2020                   | Desconhecido                                | [ 102 ]                |
| "Double G" (French Montana com Pop Smoke)           | 2020                   | Desconhecido                                | [ 103 ]                |
| "50K" (Trap Manny com Pop Smoke)                    | 2021                   | Aala Sady                                   | [ 104 ]                |